# Upognampa kannemeyeri
Upognampa kannemeyeri är en spindelart som beskrevs av Tucker 1923. Upognampa kannemeyeri ingår i släktet Upognampa och familjen plattbuksspindlar. Inga underarter finns listade i Catalogue of Life.